# Torre de televisión de Gori
La Torre de TV de Gori (en georgiano: გორის ტელეანძა) es una torre de radiodifusión de la ciudad de Gori, una localidad de Georgia y fue construida en 1972, siendo operada por "Telecentro de Georgia", que se estableció en 1955. Los sistemas de comunicación en la torre incluyen emisión regular, MMDS, pager y celular, y la televisión comercial. La torre es de 180 metros de altura.